# 新田次郎文学賞
新田次郎文学賞（にったじろうぶんがくしょう）は、（公益財団法人）新田次郎記念会が主催する日本の文学賞である。前年に初めて刊行された作品で、形式の如何を問わず、歴史、現代にわたり、ノンフィクション文学、または自然界に材を取ったものを対象とし、年1回『小説新潮』（新潮社）にて発表されている。受賞は選考委員の合議によって決定され、受賞者には正賞としてバロメーター（気圧計）、副賞として100万円（2012年現在）が授与される。

## 受賞者一覧

### 第1回から第10回
| 回（年度）         | 賞   | 受賞者     | 受賞作                                      | 刊行                 |
| ------------------ | ---- | ---------- | ------------------------------------------- | -------------------- |
| 第1回（1982年度）  | 受賞 | 沢木耕太郎 | 『一瞬の夏』【上下】                        | 1981年7月 新潮社     |
| 第2回（1983年度）  | 受賞 | 若城希伊子 | 『小さな島の明治維新 ドミンゴ松次郎の旅』   | 1982年9月 新潮社     |
| 第3回（1984年度）  | 受賞 | 辺見じゅん | 『男たちの大和』【上下】                    | 1983年12月 角川書店  |
| 第4回（1985年度）  | 受賞 | 佐藤雅美   | 『大君の通貨 幕末「円ドル」戦争』           | 1984年9月 講談社     |
| 第4回（1985年度）  | 受賞 | 角田房子   | 『責任 ラバウルの将軍今村均』               | 1984年5月 新潮社     |
| 第5回（1986年度）  | 受賞 | 岡松和夫   | 『異郷の歌』                                | 1985年6月 文藝春秋   |
| 第6回（1987年度）  | 受賞 | 長部日出雄 | 『見知らぬ戦場』                            | 1986年8月 文藝春秋   |
| 第7回（1988年度）  | 受賞 | 中野孝次   | 『ハラスのいた日々』                        | 1987年2月 文藝春秋   |
| 第7回（1988年度）  | 受賞 | 海老沢泰久 | 『F1 地上の夢』                             | 1987年2月 朝日新聞社 |
| 第8回（1989年度）  | 受賞 | 入江曜子   | 『我が名はエリザベス 満洲国皇帝の妻の生涯』 | 1988年8月 筑摩書房   |
| 第9回（1990年度）  | 受賞 | 鎌田慧     | 『反骨 鈴木東民の生涯』                     | 1989年6月 講談社     |
| 第9回（1990年度）  | 受賞 | 佐江衆一   | 『北の海明け』                              | 1989年5月 新潮社     |
| 第9回（1990年度）  | 受賞 | 早坂暁     | 『華日記 昭和生け花戦国史』                 | 1989年10月 新潮社    |
| 第10回（1991年度） | 受賞 | 宮城谷昌光 | 『天空の舟 小説・伊尹伝』【上下】           | 1990年7月 海越出版社 |

### 第11回から第20回
| 回（年度）         | 賞   | 受賞者       | 受賞作                             | 刊行                   |
| ------------------ | ---- | ------------ | ---------------------------------- | ---------------------- |
| 第11回（1992年度） | 受賞 | 大島昌宏     | 『九頭竜川』                       | 1991年8月 新人物往来社 |
| 第11回（1992年度） | 受賞 | 高橋揆一郎   | 『友子』                           | 1991年3月 河出書房新社 |
| 第12回（1993年度） | 受賞 | 池宮彰一郎   | 『四十七人の刺客』                 | 1992年9月 新潮社       |
| 第12回（1993年度） | 受賞 | 半藤一利     | 『漱石先生ぞな、もし』             | 1992年9月 文藝春秋     |
| 第12回（1993年度） | 受賞 | もりたなるお | 『山を貫く』                       | 1992年11月 文藝春秋    |
| 第13回（1994年度） | 受賞 | 岩橋邦枝     | 『評伝長谷川時雨』                 | 1993年9月 筑摩書房     |
| 第14回（1995年度） | 受賞 | 西木正明     | 『夢幻の山旅』                     | 1994年9月 中央公論社   |
| 第15回（1996年度） | 受賞 | 谷甲州       | 「白き嶺の男」 「沢の音」 「頂稜」 | 1995年4月 集英社       |
| 第16回（1997年度） | 受賞 | 吉川潮       | 『江戸前の男 春風亭柳朝一代記』    | 1996年5月 新潮社       |
| 第17回（1998年度） | 受賞 | 山崎光夫     | 『藪の中の家 芥川自死の謎を解く』  | 1997年6月 文藝春秋     |
| 第18回（1999年度） | 受賞 | 大村彦次郎   | 『文壇栄華物語』                   | 1998年12月 筑摩書房    |
| 第19回（2000年度） | 受賞 | 熊谷達也     | 『漂泊の牙』                       | 1999年10月 集英社      |
| 第19回（2000年度） | 受賞 | 酒見賢一     | 『周公旦』                         | 1999年11月 文藝春秋    |
| 第20回（2001年度） | 受賞 | 杉山正樹     | 『寺山修司・遊戯の人』             | 2000年11月 新潮社      |

### 第21回から第30回
| 回（年度）         | 賞   | 受賞者     | 受賞作                                                | 刊行                      |
| ------------------ | ---- | ---------- | ----------------------------------------------------- | ------------------------- |
| 第21回（2002年度） | 受賞 | 佐々木譲   | 『武揚伝』【上下】                                    | 2001年7月 中央公論新社    |
| 第22回（2003年度） | 受賞 | 津野海太郎 | 『滑稽な巨人 坪内逍遙の夢』                           | 2002年12月 平凡社         |
| 第23回（2004年度） | 受賞 | 東郷隆     | 『狙うて候 銃豪村田経芳の生涯』                       | 2003年9月 実業之日本社    |
| 第24回（2005年度） | 受賞 | 中村彰彦   | 『落花は枝に還らずとも 会津藩士・秋月悌次郎』【上下】 | 2004年12月 実業之日本社   |
| 第25回（2006年度） | 受賞 | 真保裕一   | 『灰色の北壁』                                        | 2005年3月 講談社          |
| 第26回（2007年度） | 受賞 | 諸田玲子   | 『奸婦にあらず』                                      | 2006年11月 日本経済新聞社 |
| 第27回（2008年度） | 受賞 | 見延典子   | 『頼山陽』【上下】                                    | 2007年10月 徳間書店       |
| 第28回（2009年度） | 受賞 | 植松三十里 | 『群青 日本海軍の礎を築いた男』                       | 2008年5月 文藝春秋        |
| 第29回（2010年度） | 受賞 | 帚木蓬生   | 『水神』【上下】                                      | 2009年8月 新潮社          |
| 第29回（2010年度） | 受賞 | 松本侑子   | 『恋の蛍 山崎富栄と太宰治』                           | 2009年10月 光文社         |
| 第30回（2011年度） | 受賞 | 竹田真砂子 | 『あとより恋の責めくれば 御家人南畝先生』             | 2010年2月 集英社          |

### 第31回から第40回
| 回（年度）         | 賞   | 受賞者     | 受賞作                                          | 刊行                |
| ------------------ | ---- | ---------- | ----------------------------------------------- | ------------------- |
| 第31回（2012年度） | 受賞 | 角幡唯介   | 『雪男は向こうからやって来た』                  | 2011年8月 集英社    |
| 第32回（2013年度） | 受賞 | 澤田瞳子   | 『満つる月の如し 仏師・定朝』                   | 2012年3月 徳間書店  |
| 第33回（2014年度） | 受賞 | 川内有緒   | 『バウルを探して 地球の片隅に伝わる秘密の歌』   | 2013年2月 幻冬舎    |
| 第33回（2014年度） | 受賞 | 幸田真音   | 『天佑なり 高橋是清・百年前の日本国債』【上下】 | 2013年6月 角川書店  |
| 第34回（2015年度） | 受賞 | 尾崎真理子 | 『ひみつの王国 評伝 石井桃子』                  | 2014年6月 新潮社    |
| 第35回（2016年度） | 受賞 | 長谷川康夫 | 『つかこうへい正伝 1968-1982』                  | 2015年11月 新潮社   |
| 第36回（2017年度） | 受賞 | 原田マハ   | 『リーチ先生』                                  | 2016年10月 集英社   |
| 第37回（2018年度） | 受賞 | 奥山景布子 | 『葵の残葉』                                    | 2017年12月 文藝春秋 |
| 第38回（2019年度） | 受賞 | 伊与原新   | 『月まで三キロ』                                | 2018年12月 新潮社   |
| 第39回（2020年度） | 受賞 | 河﨑秋子   | 『土に贖う』                                    | 2019年9月 集英社    |
| 第40回（2021年度） | 受賞 | 永井紗耶子 | 『商う狼 江戸商人 杉本茂十郎』                  | 2020年6月 新潮社    |

### 第41回から第50回
| 回（年度）         | 賞   | 受賞者     | 受賞作                                  | 刊行                 |
| ------------------ | ---- | ---------- | --------------------------------------- | -------------------- |
| 第41回（2022年度） | 受賞 | 玉岡かおる | 『帆神 北前船を馳せた男・工楽松右衛門』 | 2021年8月 新潮社     |
| 第42回（2023年度） | 受賞 | 梶よう子   | 『広重ぶるう』                          | 2022年6月 新潮社     |
| 第43回（2024年度） | 受賞 | 川端裕人   | 『ドードー鳥と孤独鳥』                  | 2023年9月 国書刊行会 |
| 第44回（2025年度） | 受賞 | 木下昌輝   | 『愚道一休』                            | 集英社、2024年6月    |

## 選考委員
- 第1回 - 第7回 : 井上靖、戸川幸夫、水上勉、吉村昭、尾崎秀樹、山本健吉、城山三郎
- 第8回 - 第10回 : 伊藤桂一、尾崎、戸川、水上、長部日出雄
- 第11回 - 第14回 : 阿刀田高、伊藤、尾崎、戸川、長部
- 第15回 - 第18回 : 阿刀田、伊藤、岩橋邦枝、尾崎、長部
- 第19回 : 阿刀田、伊藤、岩橋、長部
- 第20回 - 第33回 : 阿刀田、伊藤、岩橋、長部、宮城谷昌光
- 第34回 - 第37回 : 阿刀田、長部、西木正明、宮城谷、諸田玲子
- 第38回 - 第39回: 阿刀田、西木、宮城谷、諸田
- 第40回：阿刀田、佐々木譲、西木、諸田
- 第41回：阿刀田、佐々木、澤田瞳子、西木、諸田
- 第42回：阿刀田、熊谷達也、澤田、諸田
- 第43回[5]：熊谷、澤田、諸田